# راسلند، بریتیش کلمبیا
راسلند شهری است در غرب منطقه کوتنی در استان بریتیش کلمبیای کانادا که در کوهپایهٔ کوه‌های موناشه واقع است.

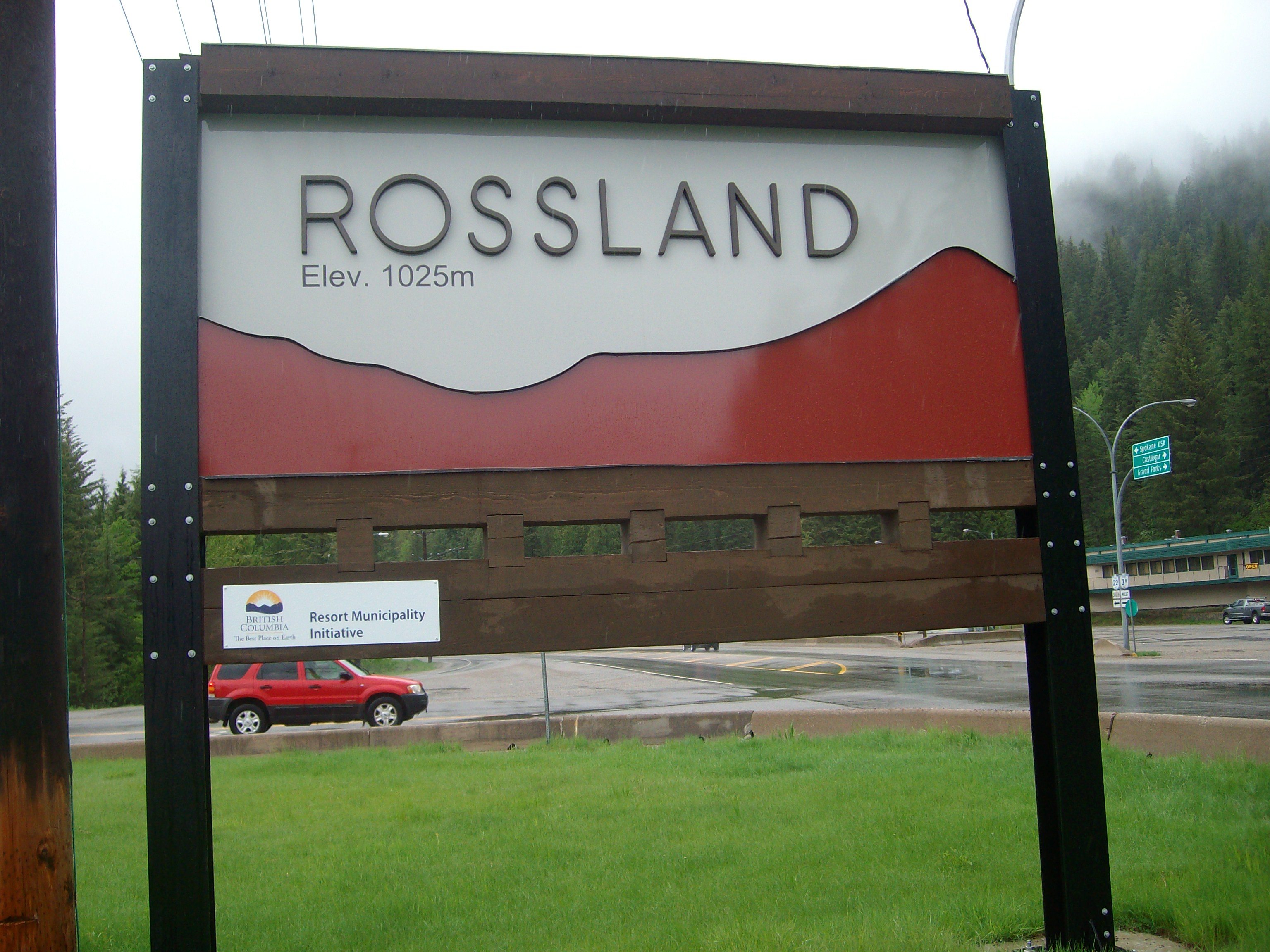
تابلوی خوش آمدید برای راسلند، بریتیش کلمبیا

این شهر در ارتفاع ۱۰۲۳ متری (۳۴۱۰ پا) واقع است و جمعیت آن ۳۵۵۶ نفر برآورد شده. هر چند نوسانات فصلی جمعیت قابل توجه است و در زمستان‌ها جمعیت به اوج خود می‌رسد.
از زمانی که در سال ۱۹۹۳ عنوان «پایتخت دوچرخه کوهستان کانادا» به راسلند اعطا شد این شهر با مسیر دوچرخه‌سواری شعاعی حومه‌اش و همچنین با چندین پیست اسکی و مسیر کوه سرخ در نزدیکی‌اش با این عنوان شناخته می‌شود.